# Turcey
Turcey – miejscowość i gmina we Francji, w regionie Burgundia-Franche-Comté, w departamencie Côte-d’Or.
Według danych na rok 1990 gminę zamieszkiwały 174 osoby, a gęstość zaludnienia wynosiła 14 osób/km² (wśród 2044 gmin Burgundii Turcey plasuje się na 737. miejscu pod względem liczby ludności, natomiast pod względem powierzchni na miejscu 775.).